# Список озер Албанії
В Албанії знаходиться 247 озер і 800 водосховищ. З 247 озер 94 є карстовими, 134 льодовиковими, 4 тектонічними і 12 річковими. Вони здебільшого знаходяться на узбережжі Албанії і займають площу 150 км2.

## Список озер
| Назва                              | Зображення | Опис |
| ---------------------------------- | ---------- | --- |
| Скадарське озеро Liqeni i Shkodrës |            | Скадарське озеро — найбільше озеро у Південній Європі. Воно було назване на честь міста Шкодер. За класифікацією кліматів Кеппена, Скадарське озеро знаходиться у зоні середземноморського клімату. Воно розташоване на кордоні між Албанією і Чорногорією. Озеро займає територію, що постіно змінюється від 370 км2 до 530 км2. Максимальна глибина — 44 метри. Проте, лише третина озера (142 км2) належить Албанії. |
| Охридське озеро Liqeni i Ohrit     |            | Охридське озеро — гірське озеро на південному заході Македонії, на східному кордоні Албанії. Найглибше стародавнє озеро на Балканах. Зберегло унікальну водну екосистему, представлену більш ніж 200 ендемічними видами, що мають світове значення. 1980 року Охрид разом з Охридським озером були вписані до списку об'єктів всесвітньої спадщини ЮНЕСКО. Максимальна глибина — 288 м, середня глибина — 155 м. По озеру проходить македонсько-албанський кордон. |
| Преспа Liqeni i Prespës            |            | Преспа — назва двох прісноводних озер в Південно-Східній Європі, на кордоні Греції, Албанії і Північної Македонії. Від загальної площі озера 190 км² належить Північній Македонії, 84,8 км² — Греції і 38,8 км² — Албанії. Ці озера — найвище розташовані тектонічні озера на Балканах. Вони знаходяться на висоті 853 м. Найбільше місто на озері — Ресен в Північній Македонії. Озеро Велика Преспа поділено між Албанією, Грецією й Македонією; в озеро впадає річка Істочка-Река. Озеро Мала Преспа поділено лише між Грецією (43,5 км²) і Албанією (3,9 км²). Мід обома озерами розташовані гори Галичиця. |
| Бутринті Liqeni i Butrintit        |            | Бутринті — озеро на півдні Албанії. Знаходиться в окрузі Саранда в області Вльора. Насправді це лагуна. З нього відкривається краєвид Іонічного моря, відстань до якого лише 2 км. Досить велике за розміром. Озеро має площу близько 16,3 квадратних кілометрів, середня глибина становить близько 14 метрів, а максимальна глибина досягає 21 м. Озеро завдовжки 7,1 км і до 3,3 км завширшки. |

В Албанії також розташовані такі озера: Лурські озера, Озеро Граме, Озеро Буні-Езерце.

## Список водосховищ
| Назва                              | Зображення | Опис |
| ---------------------------------- | ---------- | --- |
| Озеро Фірза Liqeni i Fierzës       |            | Озеро Фірза займає площу 76,2 км². Найбільша глибина — 128 метрів. Водосховище було створене у 1978 році в результаті будівництва гідроелектростанції Fierza. |
| Вау І Дейес Liqeni i Vaut të Dejës |            | Вау І Дейес — водосховище, яке займає площу 25 км². Його найбільша глибина — 50 метрів.                                                                       |
| Озеро Улез Liqeni i Ulzës          |            | Озеро Улез займає площу 13,5 км². Найбільша глибина — 54 метри. Водосховище було збудоване у 1957 році, а 2013 році його оголосили національним заповідником. |
| Озеро Коман Liqeni i Komanit       |            | Озеро Коман — водосховище, що розташоване біля Албанських Альп. Воно займає площу 12 км², а його найбільша глибина — 175,5 метрів.                            |
| Озеро ШкопетLiqeni i Shkopetit     |            | Озеро Школет — водосховище, яке розташоване на півночі Тирани і займає площу 6 км².                                                                           |
| Озеро Бовілла Liqeni i Bovillës    |            | Бовілла — водосховище, яке займає площу 4,6 км². Середня глибина — 18 метрів.                                                                                 |